# Marokko (Film)
Marokko (deutscher Verleihtitel 1931 Herzen in Flammen) ist ein US-amerikanisches Liebesdrama von Regisseur Josef von Sternberg aus dem Jahr 1930 mit Gary Cooper, Marlene Dietrich und Adolphe Menjou in den Hauptrollen.

## Handlung
Amy Jolly kommt als junge Nachtclubsängerin in Marokko an. Der reiche Gentleman La Bessière hat bereits auf der Überfahrt ein Auge auf sie geworfen und bietet seine Hilfe an, die sie aber ablehnt. Sie kann sich ein Engagement ergattern und wird vom Publikum stürmisch gefeiert.
Amy lernt den einfachen Fremdenlegionär Tom Brown kennen, der als Frauenheld gilt. Als der Adjutant Caesar ihn als Liebhaber seiner Frau identifiziert, wird Tom unter fadenscheinigen Umständen verhört, aber Amy kann durch die Mithilfe von La Bessière die Situation vorerst entschärfen. Tom verspricht, für sie aus der Fremdenlegion zu desertieren und mit ihr wegzugehen, verlässt sie aber und geht an die Front – obwohl er befürchtet, dass sich sein Vorgesetzter Caesar an ihm rächen wird. Caesar versucht auch tatsächlich, Tom an der Front auf unauffällige Weise zu beseitigen, fällt aber selbst dem Kugelhagel der Rebellen zum Opfer.
Amy, enttäuscht von Tom, nimmt nach einigen Wochen den Heiratsantrag von La Bessière an. Am Abend der Verlobungsfeier kehrt die Truppe ohne Tom zurück und Amy muss annehmen, dass er verletzt ist. Sie verlässt überstürzt die Feier (mit La Bessière, der sie aus Liebe begleitet), um Tom am weit entfernten Truppenstandort verzweifelt zu suchen. Sie findet ihn schließlich unverletzt in einer Kneipe mit einer anderen Frau. Tom versucht Amy zu überzeugen, dass er sie nicht liebt. Sie findet heraus, dass dies nicht stimmt, und als die Legionäre mit ihren Frauen abziehen, verlässt sie La Bessière und folgt Tom in die Wüste nach.

## Hintergrund
Das Drehbuch von Jules Furthman basierte auf dem Roman Amy Jolly, die Frau aus Marrakesch von Benno Vigny.
Regisseur Josef von Sternberg arbeitete nach Der blaue Engel erneut mit Marlene Dietrich zusammen, die für ihren ersten englischsprachigen Film gleich eine Oscar-Nominierung als beste Hauptdarstellerin erhielt. Zu reden gab die Szene, in der sie als Mann gekleidet eine andere Frau küsste. Der Kuss wurde mit der Annahme einer Rose begründet, die sie dann an Gary Cooper weiterreichte. Die Zensoren waren mit dieser Argumentation zufrieden.
Die Uraufführung erfolgte am 14. November 1930 im Rivoli Theatre, New York, die deutsche Erstaufführung am 9. Oktober 1931 im Gloria-Palast, Berlin. Der Film der Paramount gelangte 1931 als Herzen in Flammen in die deutschen Lichtspieltheater und wurde im Juli 1935 verboten. In der 1981 als Marokko ausgestrahlten Fernsehfassung bekam Gary Cooper die Stimme von Gerhard Garbers und Marlene Dietrich diejenige von Karin Eickelbaum.

## Kritiken
Marokko erhielt ein gutes Presseecho. So erfasst der US-amerikanische Aggregator Rotten Tomatoes 83 % wohlwollende Besprechungen und ordnet den Film dementsprechend als „Frisch“ ein.

„Der brillant inszenierte, denkwürdig besetzte Film lebt von der suggestiven Atmosphäre großer Gefühle, deren Wirkung in zahlreichen raffinierten Details sichtbar wird.“

„Der Film lebt weniger von seiner etwas klischeehaften und larmoyanten Handlung als vielmehr von der Atmosphäre einer großen Leidenschaft, eines unbedingten Gefühls, die Sternberg suggestiv beschwört. Zum echten Höhepunkt wird die Schlußszene, als Amy den abmarschierenden Fremdenlegionären folgt und neben anderen Frauen mühsam durch den Wüstensand stapft.“

„Mit der verführerischen Bildkraft eines Stummfilms setzt Sternberg seine ars combinatoria in Szene. Er erfindet Marlene neu; das Problem sei gewesen, schreibt er, ‚die kleine deutsche Hausfrau‘ in eine Kabarettsängerin mit laszivem touch zu verwandeln. Frack und Zylinder werden zu Ingredienzien des Weiblichen, wenn sie eine der Frauen im Vorbeigehen küsst. Selbst in den Augenblicken größter Hingabe – Augenaufschlag, Verschattung des Blicks, leichte Wendung des Kopfes, das wie achtlose Abstreifen eines Negligés – bleibt ein zitternder Hauch von Selbstironie bestehen.“

## Auszeichnungen
- 1931: Oscar-Nominierung: Beste Regie
- 1931: Oscar-Nominierung: Beste Hauptdarstellerin
- 1931: Oscar-Nominierung: Beste Kamera
- 1931: Oscar-Nominierung: Beste Ausstattung
- 1932: Kinema Junpo Award: Bester fremdsprachiger Film
- 1992: Aufnahme ins National Film Registry